# 미사 독서
미사 독서(라틴어: Lectionarium) 또는 독서집, 미사 전례 성서는 기독교의 말씀 전례(Liturgia Verbi)에서 사용되는 성경 독서와 화답송을 수록한 책이다. 천주교에서는 로마 미사 경본의 일부로 간주되며, 한국의 로마 가톨릭교회에서 펴내는 매일미사는 기본적으로 이 미사 독서에서 1개월 단위로 내용을 발췌한 것이다.
2020년 9월 25일부터 한국천주교는 신자용으로 전례시기별로 구분하여 편리하게 5권으로 된 로마미사경본과 미사독서를 편집하여 엮은 “미사 전례 독서와 묵상”이 출간되었다.

## 역사
제2차 바티칸 공의회의 전례 개혁에 따라, 1969년 새 전례력에 따른 '미사 독서 목록'(Ordo Lectionum Missae)이 반포되어 새 로마 미사 전례서를 이용한 전례에서 사용할 독서의 목록이 규정되었다. 이후 1970년에서 1972년에 걸쳐 미사 독서 목록 교령에 따른 모든 내용을 담아 3권으로 이루어진 '미사 독서'의 라틴어 표준판(Lectionarium, editio typica)이 출간되었고, 이를 바탕으로 1977년에는 한국어판 미사 독서가 출간되었다.  1981년 미사 독서 목록의 제2 표준판(Ordo Lectionum Missae, editio typica altera)이 반포되었다. 이에 따라 주일 미사의 독서 주기는 주일은 3년 주기,축일과 대축일은 때에따라서 정해진 본문이거나 3년주기이다.  특정시기평일은 1년주기, 연중시기 평일 미사는 2년 주기에 따라 읽는 것으로 확정되었다. 1996년에는 미사 독서 목록 제2표준판을 바탕으로 공동번역 성서와 최민순역 시편을 이용한 한국어판 '미사 전례 성서'가 발행되었다. 2005년에 새번역 성경에 따른 개정 작업이 이루어졌고 2017년 2월에 사도좌의 추인을 받았으며 2017년 10월에 '미사 독서'라는 이름으로 출간되어 사용 중이다.
2020년 9월 25일부터 순차적으로 2021년 상반기까지 ‘미사 전례 독서와 묵상’이라는 제목으로 신자들의 영적 선익을 위한 로마미사경본과 미사독서 합본이 출간되어 사용중이다.

## 목차
미사 전례 성서 지침에서는 지역 교회에서 자국어 번역본을 반드시 3권으로 출간해야 하는 것은 아니며, 편의성을 위해 복음집, 서간집 등 여러 가지 형태로 분할 출판하는 것이 권장된다. 하지만 화답송은 독서와 분리될 수 없다. 한국 천주교 주교회의는 표준판에 따라 3권으로 출간하였다.
- 제1권: 대림 시기부터 성령 강림 대축일까지
- 제2권: 연중 시기
- 제3권: 성인, 예식, 기원, 신심, 위령 미사

2017년 10월에는 2005년 출간된 한국어판 성경에 따라 새롭게 번역된 '미사 독서'가 총 4권으로 발행되어 사용 중이다.
- 미사 독서 I - 대림 시기, 성탄 시기, 연중시기(제1주간–제9주간 화요일), 사순 시기, 부활 시기, 부록(부속가 악보)
- 미사 독서 II - 연중 시기(제6주일-제34주간 토요일), 부록(부속가 악보)
- 미사 독서 III - 성인 고유, 공통, 부록(부속가 악보)
- 미사 독서 IV - 예식 미사, 여러 상황이나 필요에 따라 드리는 기원 미사, 신심 미사, 죽은 이를 위한 미사

한편, 신자용 미사 독서집이 <미사 전례; 독서와 묵상>이란 이름으로 발간 되었는데, 2020년 9월 25일에 1권이 발행되었고 2021년에 완간 예정이었으나 추가되는 전례력들로 중단되다가 2022년 10월에 나머지 권들이 순차적으로 발행되어 사용중인 ‘미사 전례 독서와 묵상’은 총 5권으로 이뤄져 있다. 
다섯 권의 구성
- 전례 시기와 미사 거행을 고려하여 아래와 같이 나누었다. 다만, 「미사 통상문」, ‘연중 제1-34주일 고유 기도문’, ‘ORDO MISSAE’, ‘부록’은 제1-5권까지 공통으로 수록되며(전례 시기에 맞게 편집), 제1권에는 「로마 미사 경본 총지침」과 「미사 독서 목록 지침」을 수록하였다. 
제1권: 대림 시기, 성탄 시기, 연중 시기(제1주간-제9주간 화요일), 성인 고유(11월 30일-3월 9일)
제2권: 사순 시기, 부활 시기, 성인 고유(2월 8일-6월 11일)
제3권: 연중 시기(제6주일-제21주간 토요일), 성인 고유(5월 12일-8월 29일)
제4권: 연중 시기(제22주일-제34주간 토요일), 성인 고유(8월 29일-11월 30일)
제5권: 공통, 예식 미사, 여러 상황이나 필요에 따라 드리는 기원 미사와 기도, 신심 미사, 죽은 이를 위한 미사

## 같이 보기
- 로마 미사 경본
- 전례서
- 성서정과